# Новогорбово
Новогорбово — деревня в Рузском районе Московской области, входящая в сельское поселение Колюбакинское.
До 2006 года Новогорбово входило в состав Барынинского сельского округа.
Население 104 человека на 2006 год.

## География
Деревня расположена на востоке района, между Рузой (в 14 километрах к западу) и Звенигородом (в 24 километрах восточнее), высота центра над уровнем моря 224 м. Ближайшие населённые пункты — Кривошеино в 1,3 км южнее и Паново в 2,2 км на юго-запад.

## История
Впервые в исторических документах упоминается, как пустошь, что была деревня Горбово, в писцовых книгах Кремичевской волости Рузского уезда под 1625 годом — видимо, старинное Горбово было разорено в Смутное время. Позже пустошь заселили, со статусом сельца, в 1706 году владельцами села князьями Мосальскими построена церковь во имя Смоленской Иконы Божьей Матери (одного из классических образцов канонического изображения Богоматери-Одигитрии), в 1758 году — ныне существующая каменная церковь; отсюда — варианты названия села, встречающиеся в XVIII—XIX веках (Горбово-Мосальское, Горбово-Смоленское, Горбово-Одигитрия).
В 1860 году село Горбово принадлежало «помещице дочери генерал-майора Александре Андреевне Пашковой». Около 1868 года имение приобрёл отставной надворный советник Александр Антонович Шапошников, один из первых московских присяжных поверенных; 15 (27) июля 1878 года в Горбове родился его внук Николай, сын автора известнейших учебников математики Н. А. Шапошникова, впоследствии — крупный советский экономист.
В настоящее время именуется Новогорбовым, что устранило продолжавшуюся более двухсот лет путаницу, связанную с наличием в Рузском уезде Московской губернии двух сёл с одинаковым названием, различавшихся либо по фамилиям исторических владельцев (Горбово-Мосальское и Горбово-Хованское), либо по названиям церквей (Горбово-Смоленское и Горбово-Казанское соответственно).

## Достопримечательности
В деревне действует церковь Смоленской иконы Божией Матери 1758 года постройки.